# UCB (Unternehmen)
UCB (Euronext und BEL20) ist ein belgisches Pharma- und Biotechnologieunternehmen, das sich auf die Erforschung, Entwicklung und Vermarktung von Arzneimitteln gegen Erkrankungen des Zentralnervensystems (ZNS), der Atemwege, der inneren Medizin sowie Krankheiten des Immunsystems konzentriert.
Der Hauptsitz des Unternehmens befindet sich in Brüssel (Belgien). 2023 beschäftigte UCB ca. 9.083 Mitarbeiter und erzielte einen Umsatz von ca. 5,252 Milliarden Euro.

## Geschichte
Das Unternehmen wurde 1928 von dem belgischen Kaufmann Emmanuel Janssen als Union Chimique Belge gegründet. Ursprünglich war die Firma vorwiegend im Bereich Chemie tätig, hatte aber auch bereits eine kleine pharmazeutische Abteilung um die Meurice Laboratories.
Anfang der 1950er Jahre intensivierte UCB die pharmazeutische Forschung und entwickelte u. a. Atarax (Hydroxyzin). Der Pharmaziebereich wuchs rasch. Dazu trug auch die Entdeckung des Wirkstoffs Piracetam bei. Piracetam wird seit den 1970ern als Nootropil zur Behandlung von Gedächtnis- und Gleichgewichtsproblemen vermarktet. Nootropil war lange eines der wichtigsten UCB-Produkte.
Das Wachstum des Pharmasektors führte zum Aufbau des Forschungs- und Produktionsstandorts Braine-l’Alleud südlich von Brüssel. Dort wurden u. a. die Hydroxyzin-Abkömmlinge und Antihistaminika Cetirizin (Zyrtec) und Levocetirizin (Xusal) sowie das Piracetam-Derivat und Antikonvulsivum Levetiracetam (Keppra) entdeckt und entwickelt. Keppra und Zyrtec sind heute UCBs umsatzstärkste Produkte.
Seit einigen Jahren konzentriert sich UCB auf das Biopharmazie-Geschäft. Bis 2005 erfolgte der Verkauf der verbliebenen Teile der Chemiesparte. Parallel dazu erwarb UCB 2004 das britische Biotechnologieunternehmen Celltech und 2006 das deutsche Pharmaunternehmen Schwarz Pharma AG.
2019 übernahm UCB dann das US-amerikanische Biotechnologieunternehmen Ra Pharmaceuticals und 2022 die US-Firma Zogenix.

## Gegenwart
Durch die Übernahme von Celltech und Schwarz konnte UCB zu Beginn des 21. Jahrhunderts drei neue Arzneistoffe zur Zulassung bringen:
- den Dopaminagonisten Rotigotin (Neupro) als transdermales Pflaster zur Behandlung der Parkinson-Krankheit und des Restless-Legs-Syndroms
- den monoklonalen Antikörper Certolizumab (Cimzia) zur Behandlung der rheumatoiden Arthritis und der Darmerkrankung Morbus Crohn,
- sowie das Antikonvulsivum Lacosamid (Vimpat)

Fortgeschrittene Entwicklungskandidaten sind u. a. Lacosamid als Schmerzmittel oder das Antikonvulsivum Brivaracetam.
Mit einem Umsatzanteil von 47 % ist Europa der größte Markt für UCB, gefolgt von Nordamerika mit 40 %.